# Amphelictus jumerim
Amphelictus jumerim là một loài bọ cánh cứng trong họ Cerambycidae.